# 川端町派出所
川端町派出所，又稱舊廈門街派出所，位於臺灣臺北市中正區，今列歷史建築，2019年文資活化後民間經營團隊取名「廈川玖肆」，內部空間規劃包含餐廳、藝文空間、辦公室。

## 歷史

### 作為警局

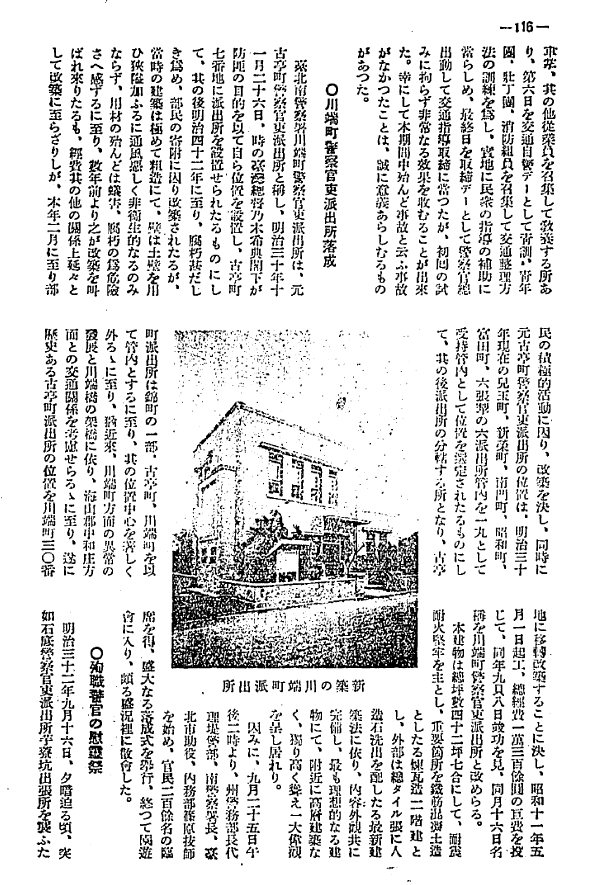
落成新聞（警察時報1936年11月1日

川端町派出所於1936年9月8日竣工，為二層樓的鋼筋混凝土加強磚造，由臺灣總督府篠原技師設計，風格屬當時興起的現代主義建築，洗石子裝修雨遮和水平線板。位居陸運、水運、鐵路的交通樞紐要地，故作警察建築使用。二次大戰後往上增建一層。1969年，交與臺北市政府警察局作廈門街派出所。
門前的一棵大榕樹雖已生長到妨礙員警通行，但警方視為神靈，不敢輕言遷移。建築物內遭榕樹盤根錯節，又空間狹小，被記者說是奇觀。員警指出，曾有位新進員警沒祭拜就隨手修剪，導致轄區狀況頻傳；直到員警祭拜向樹道歉，轄區刑案發生率才稍微下降。
2001年11月19日，臺北市政府警察局中正第二分局廈門街派出所員警石彧秉於三樓盥洗室內舉槍自殺，經送醫急救仍陷重度昏迷。之後，石彧秉不治身亡。
2010年10月12日，廈門街派出所遷至新的警察廳舍。原先規劃臺北市政府環境保護局人員進駐，卻因建物老舊，評估需補強才能使用，之後便閒置；導致被當地民眾視為鬼屋，引起臺北市議員童仲彥質疑。

### 危樓修復

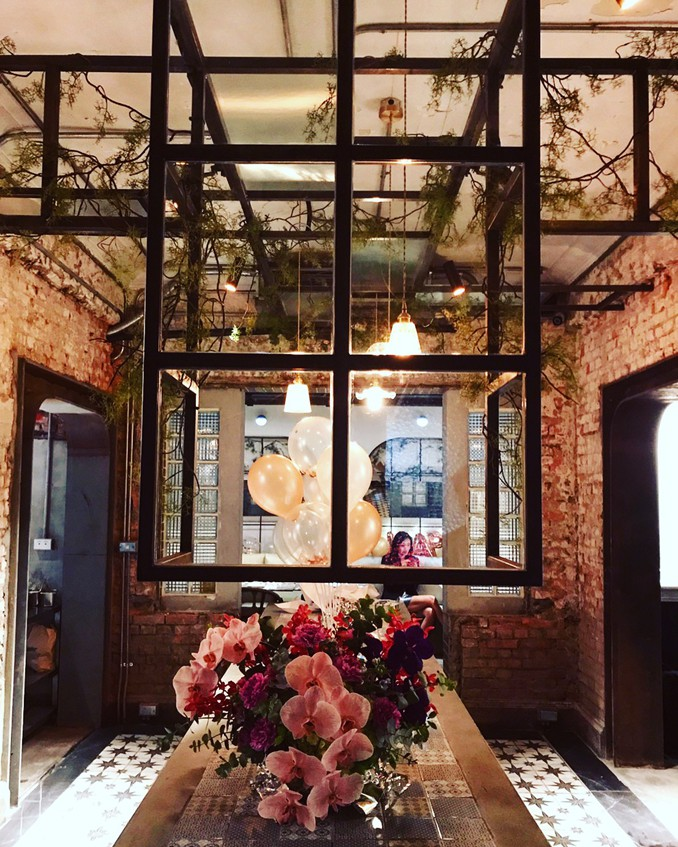

舊廈門街派出所被判定為危樓後，文資團體認為具文資價值，要求保留。2015年，臺北市政府公告為臺北市歷史建築。2017年，臺北市市長柯文哲指示，將此屋納入臺北市政府文化局老房子文化運動計畫2.0，招標營運廠商。
2019年，由自然人——曾士綱與其團隊得標。修復以恢復當年風華為宗旨，特別訂製美國及日本的陶土，請陶藝師——梁祐華先生一片片燒製，再近百次的試煉後，終於燒製出文資委員首肯的溝面磚。
整體建築取名「廈川玖肆」概念來自於廈門街九十四號與日治的川端町組合而成。2021年12月13日，開始對外營運。
由曾先生租給[聶凡格]，一樓規劃成餐酒館-Vice Versa。二樓由曾先生團隊自己經營，「川端藝會所」作為工藝整合中心，舉辦手作創意體驗活動，及社區歷史講座等等。

## 外部連結
- 川端藝會所的Facebook專頁
- 川端藝會所的Instagram帳戶